# Saison 2019 de l'équipe cycliste CCC-Liv
La saison 2019 de l'équipe féminine CCC-Liv est la quinzième de la formation. La principale recrue est la grimpeuse sud-africaine Ashleigh Moolman. Danielle Rowe, Monique van de Ree, Anouska Koster  et Rotem Gafinovitz la quittent.
La saison marque le retour de Marianne Vos au tout premier plan. Elle remporte tour d'abord le Trofeo Alfredo Binda, est troisième de l'Amstel Gold Race et quatrième de la Flèche wallonne. Au Women's Tour, elle remporte une étape et prend la tête du classement général avant de chuter et de devoir abandonner. Au Tour d'Italie, elle fait carton plein en s'imposant sur quatre des dix étapes. Elle gagne ensuite avec la manière La course by Le Tour de France, le Tour de Norvège et le Tour de l'Ardèche. Ashleigh Moolman, est troisième du Tour de Californie et quatrième du Tour d'Italie. Riejanne Markus remporte la médaille d'or en relais mixte avec les Pays-Bas aux championnats d'Europe et du monde. Marta Lach gagne une étape du Festival Elsy Jacobs. Pauliena Rooijakkers s'illustre sur le Tour de Thuringe et au Tour d'Italie, elle est également troisième de la Classique de Saint-Sébastien. Marianne Vos est deuxième du classement UCI et remporte le classement World Tour grâce à sa troisième place sur le Tour du Guangxi. CCC-Liv est sixième et cinquième de ces classements.

## Préparation de la saison

### Partenaires et matériel de l'équipe

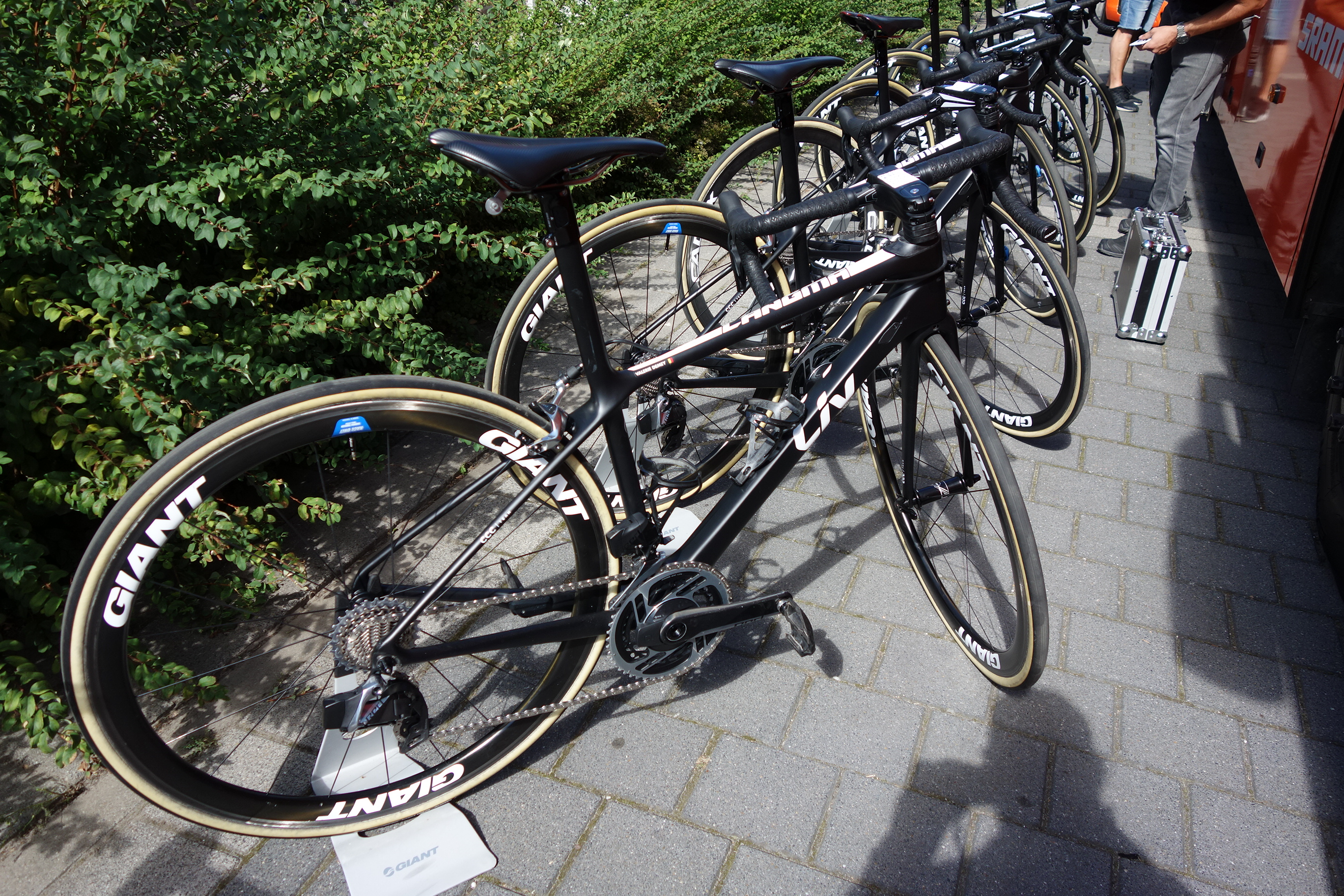
Vélo de l'équipe

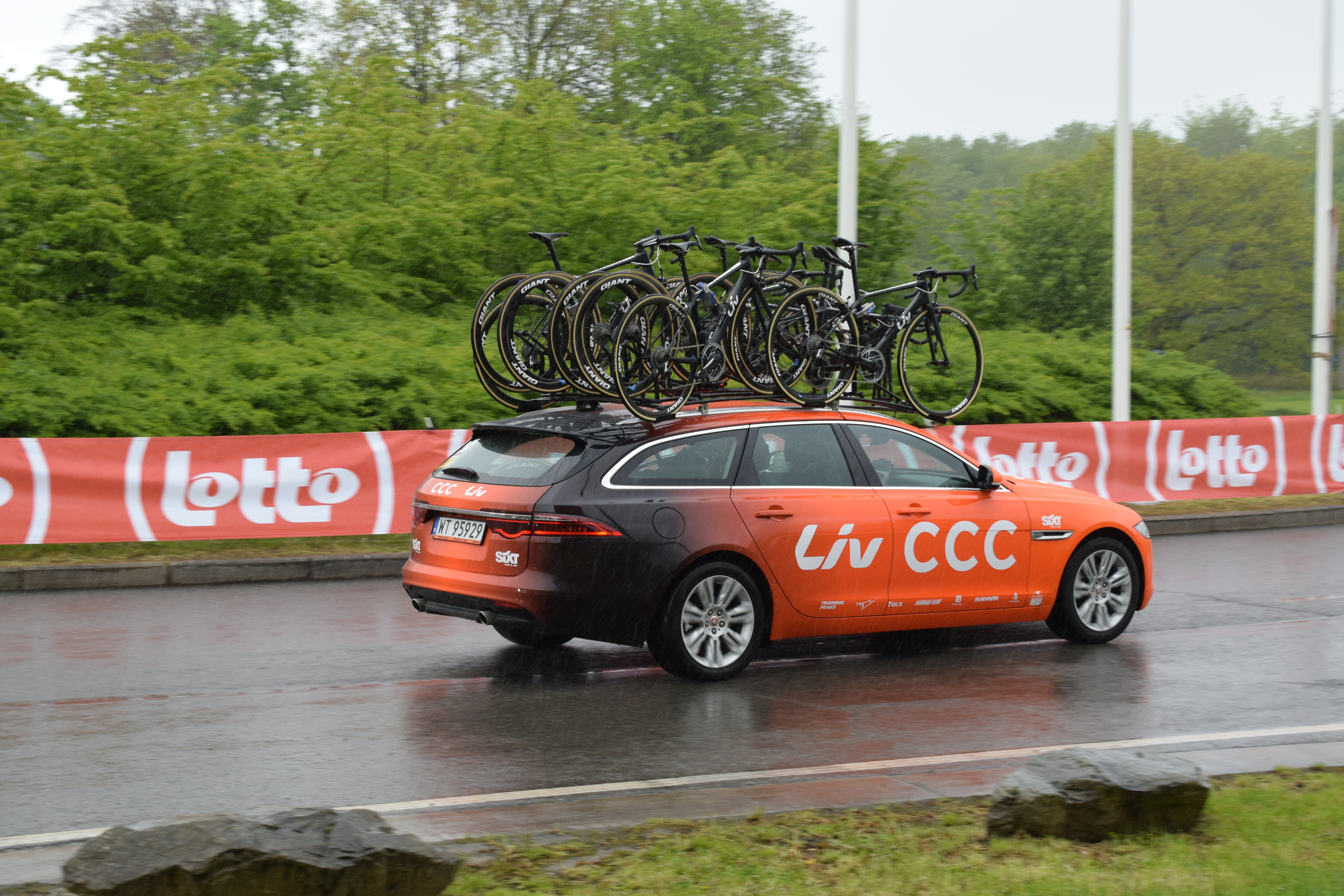
Voiture de l'équipe

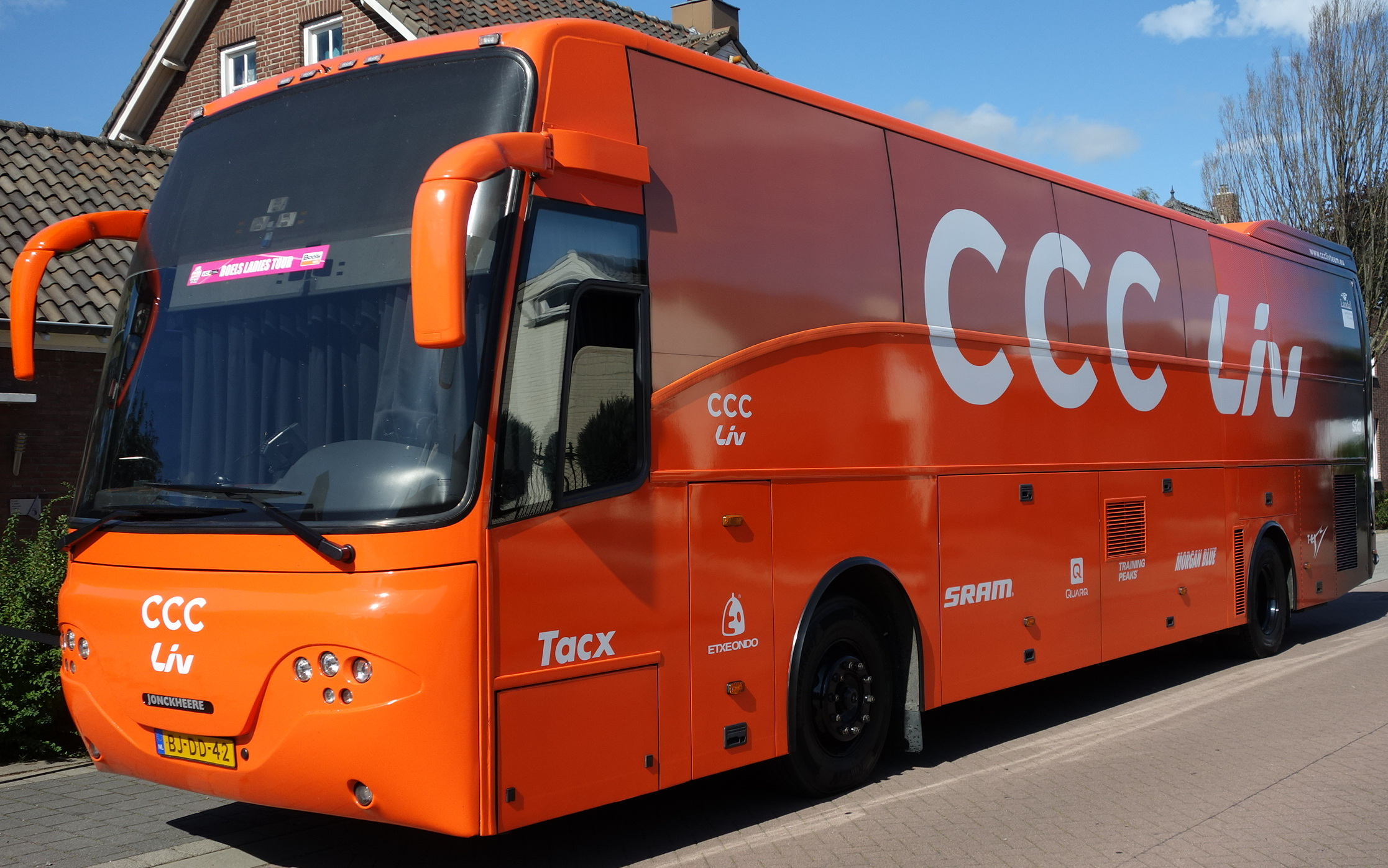
Bus de l'équipe

Le groupe polonais CCC (de) est le principale partenaire de l'équipe. Liv, une marque de cycles du groupe Giant est le second parrain de la formation.

### Arrivées et départs
La principale recrue de l'équipe est la grimpeuse sud-africaine Ashleigh Moolman. Deux coureuses polonaises viennent renforcer l'équipe avec Marta Lach et Agnieszka Skalniak. La Néerlandaise Evy Kuijpers et la Belge  Valerie Demey rejoignent aussi la formation.
Au niveau des départs, la Britannique polyvalente Danielle Rowe met un terme à sa carrière. La sprinteuse néerlandaise Monique van de Ree rejoint la formation BTC City Ljubljana. Anouska Koster va renforcer l'équipe Virtu. Enfin, l'Israelienne Rotem Gafinovitz quitte aussi l'équipe.
| Arrivées           | Équipe 2018         |
| ------------------ | ------------------- |
| Valerie Demey      | Lotto Soudal        |
| Evy Kuijpers       | Amateur             |
| Marta Lach         | Néo-professionnelle |
| Ashleigh Moolman   | Cervélo-Bigla       |
| Agnieszka Skalniak | Experza-Footlogix   |

| Départs            | Équipe 2019        |
| ------------------ | ------------------ |
| Anouska Koster     | Virtu              |
| Rotem Gafinovitz   | Canyon-SRAM        |
| Danielle Rowe      | Retraite           |
| Monique van de Ree | BTC City Ljubljana |

## Effectif et encadrement

### Effectif
| Effectif 2019            | Effectif 2019     | Effectif 2019  | Effectif 2019                      |
| Cycliste                 | Date de naissance | Pays           | Équipe précédente                  |
| ------------------------ | ----------------- | -------------- | ---------------------------------- |
| Valerie Demey            | 17 janvier 1994   | Belgique       | Lotto Soudal Ladies (2018)         |
| Jeanne Korevaar          | 24 septembre 1996 | Pays-Bas       | Jan van Arckel (2015)              |
| Evy Kuijpers             | 15 février 1995   | Pays-Bas       | Jan van Arckel (2018)              |
| Marta Lach               | 26 mai 1997       | Pologne        | Mat Atom Deweloper (2018)          |
| Riejanne Markus          | 1 septembre 1994  | Pays-Bas       | Liv-Plantur (2016)                 |
| Ashleigh Moolman         | 9 décembre 1985   | Afrique du Sud | Cervélo Bigla (2018)               |
| Pauliena Rooijakkers     | 12 mai 1993       | Pays-Bas       | Parkhotel Valkenburg-Destil (2017) |
| Agnieszka Skalniak-Sójka | 22 avril 1997     | Pologne        | Experza-Footlogix (2018)           |
| Sabrina Stultiens        | 8 juillet 1993    | Pays-Bas       | Sunweb (2017)                      |
| Inge van der Heijden     | 12 août 1999      | Pays-Bas       |                                    |
| Marianne Vos             | 13 mai 1987       | Pays-Bas       |                                    |
|                          |                   |                |                                    |
| Source : ProCyclingStats |                   |                |                                    |

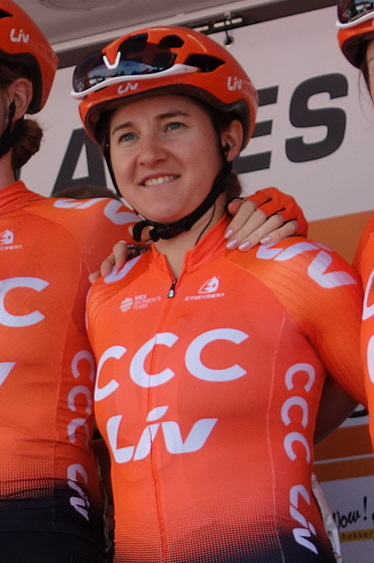
Valerie Demey
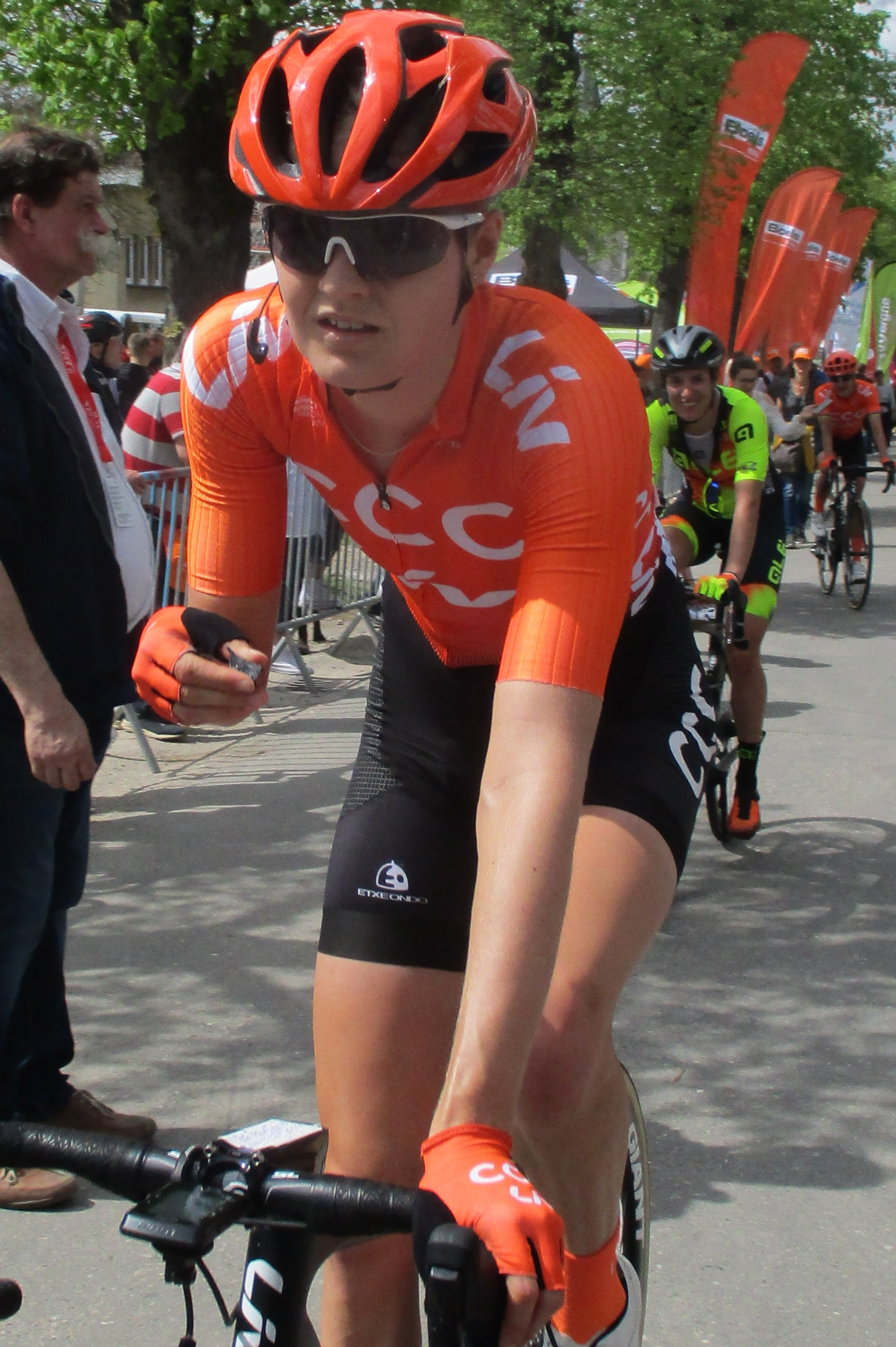
Jeanne Korevaar
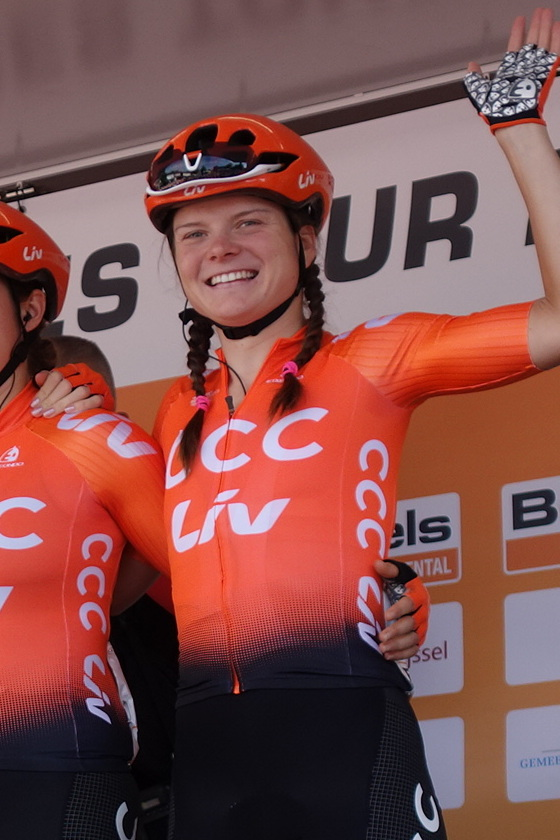
Marta Lach
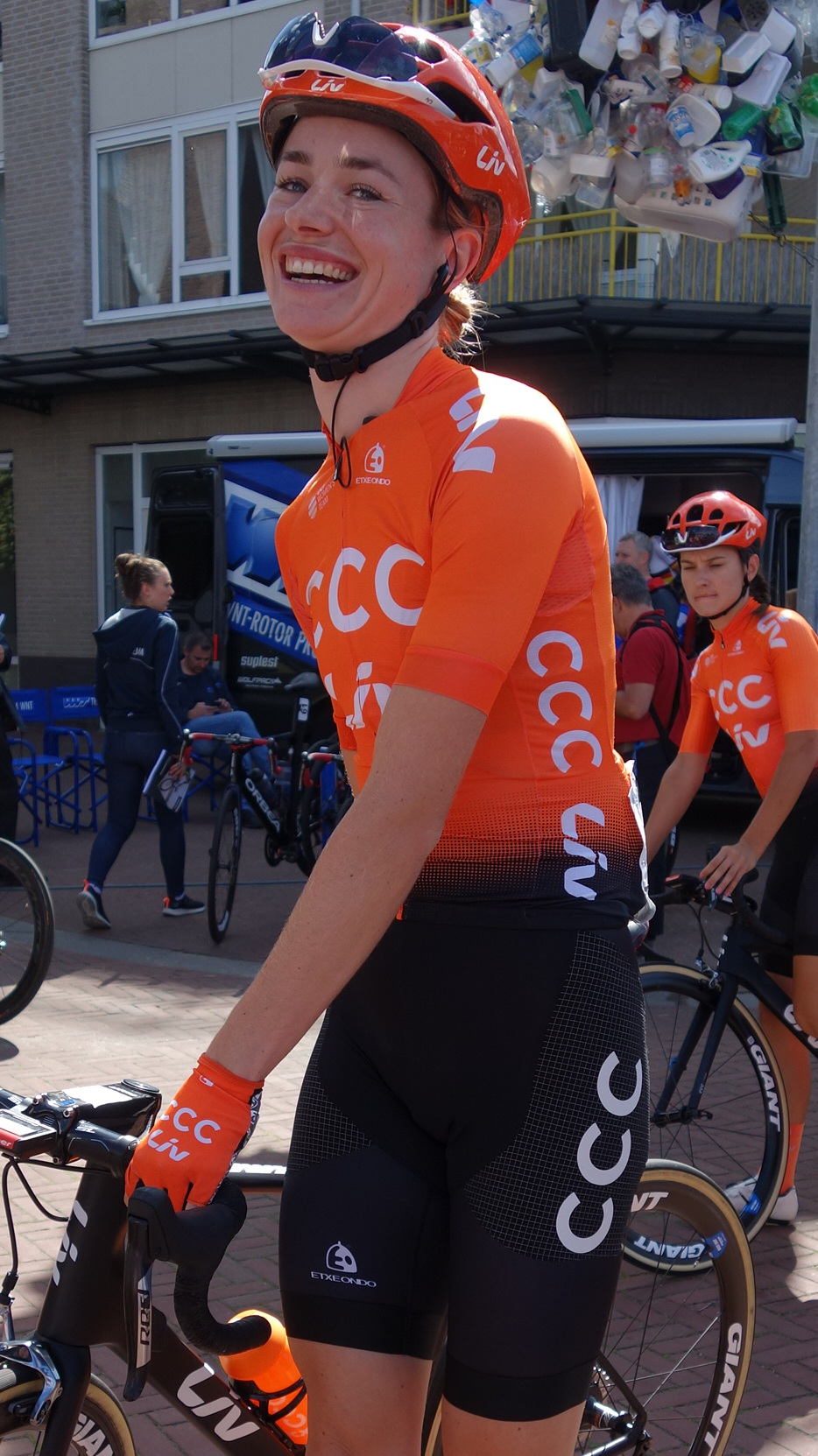
Riejanne Markus
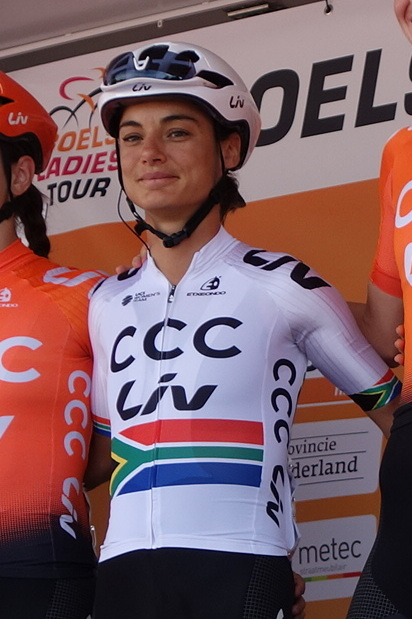
Ashleigh Moolman-Pasio
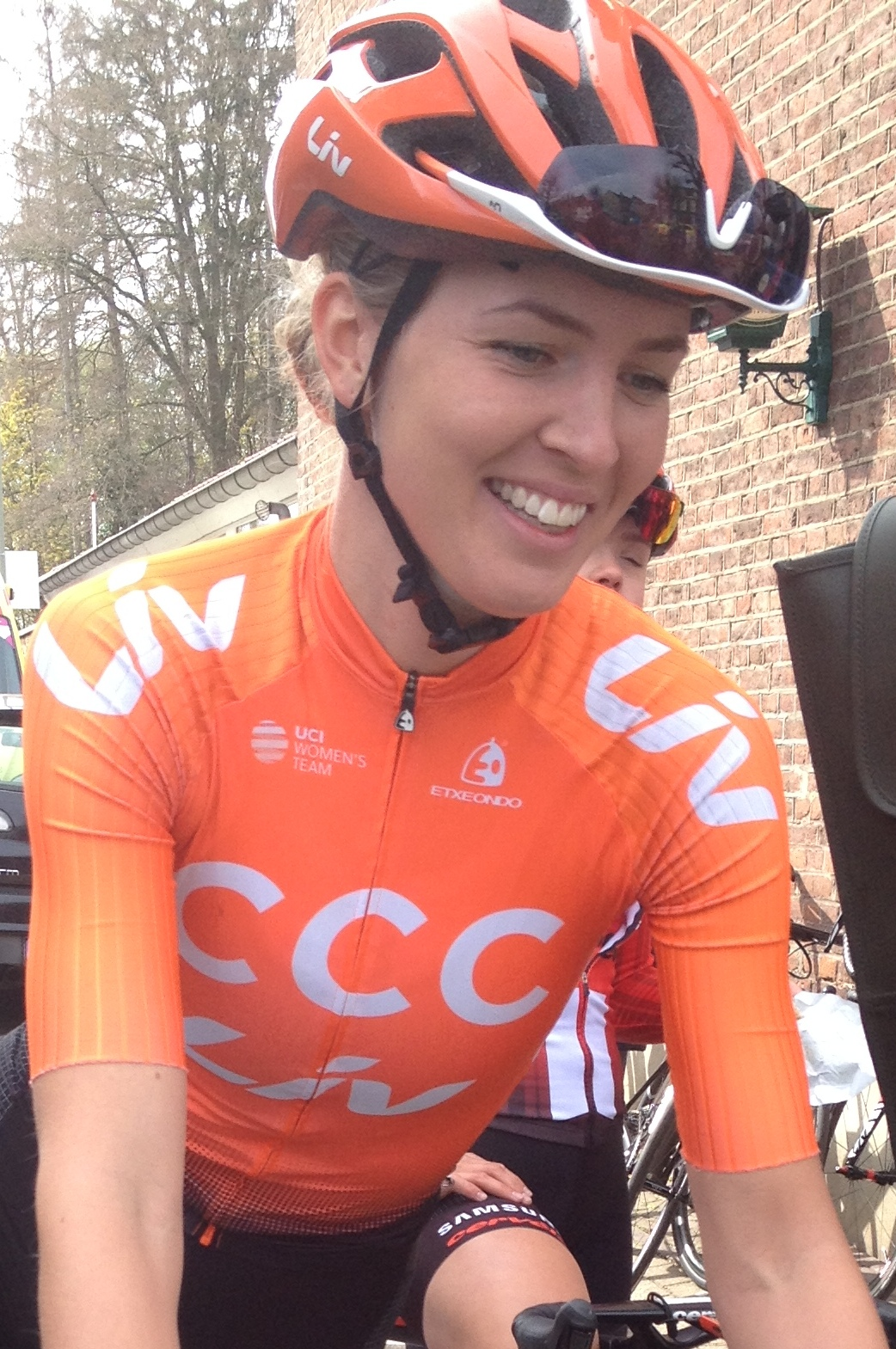
Pauliena Rooijakkers
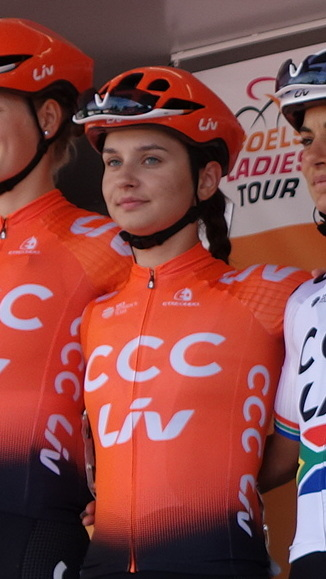
Agnieszka Skalniak
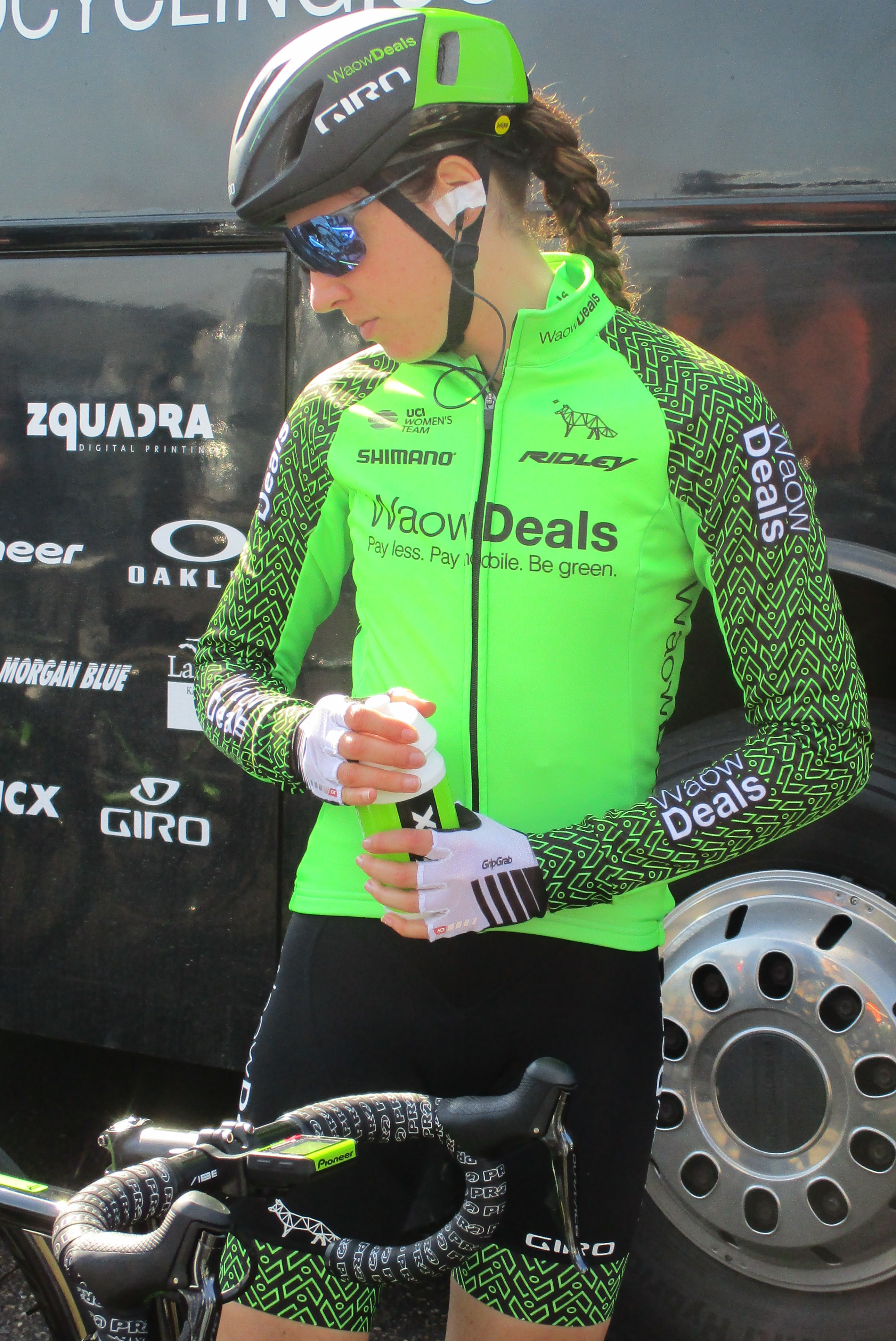
Sabrina Stultiens en 2018.
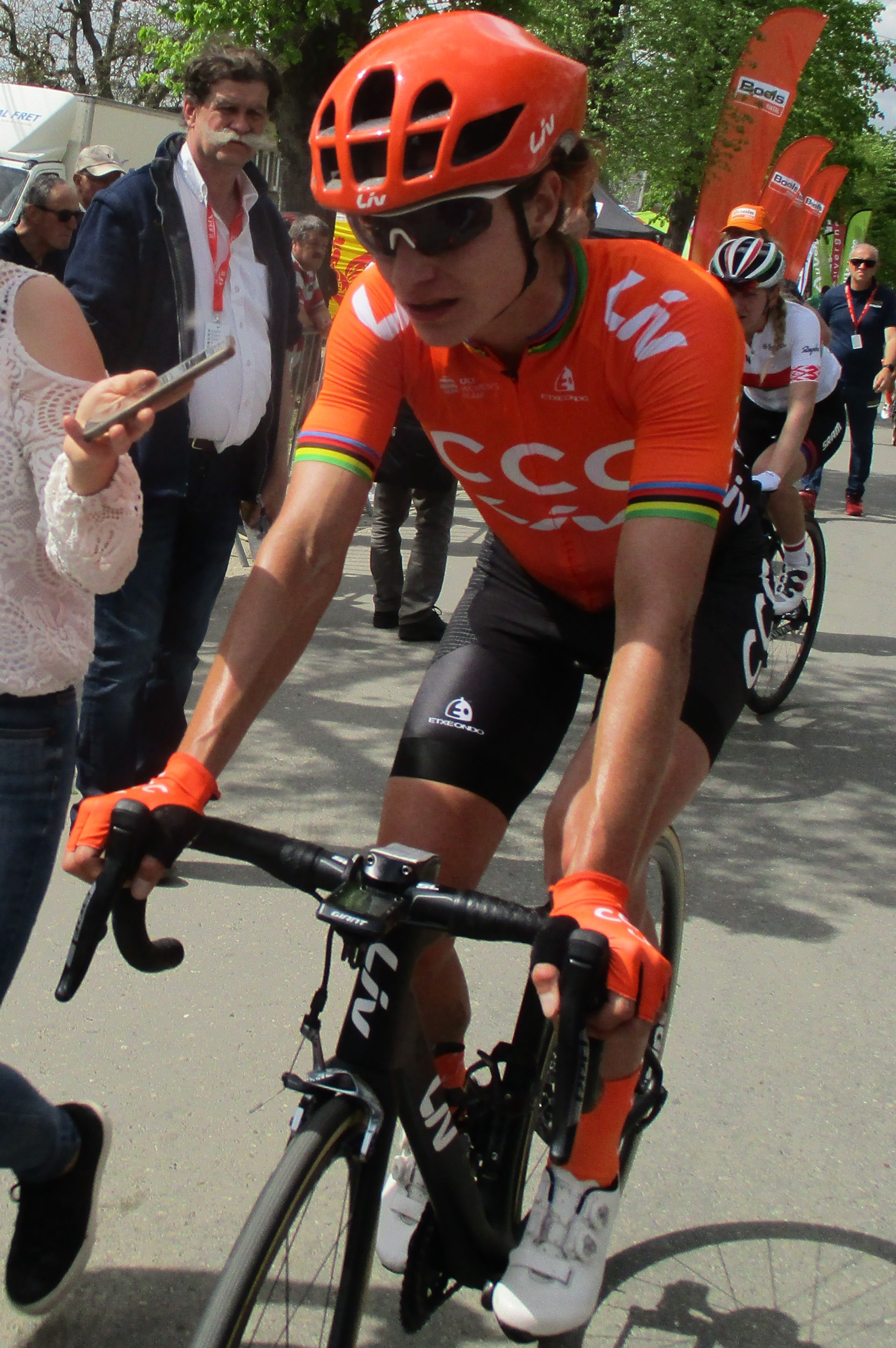
Marianne Vos
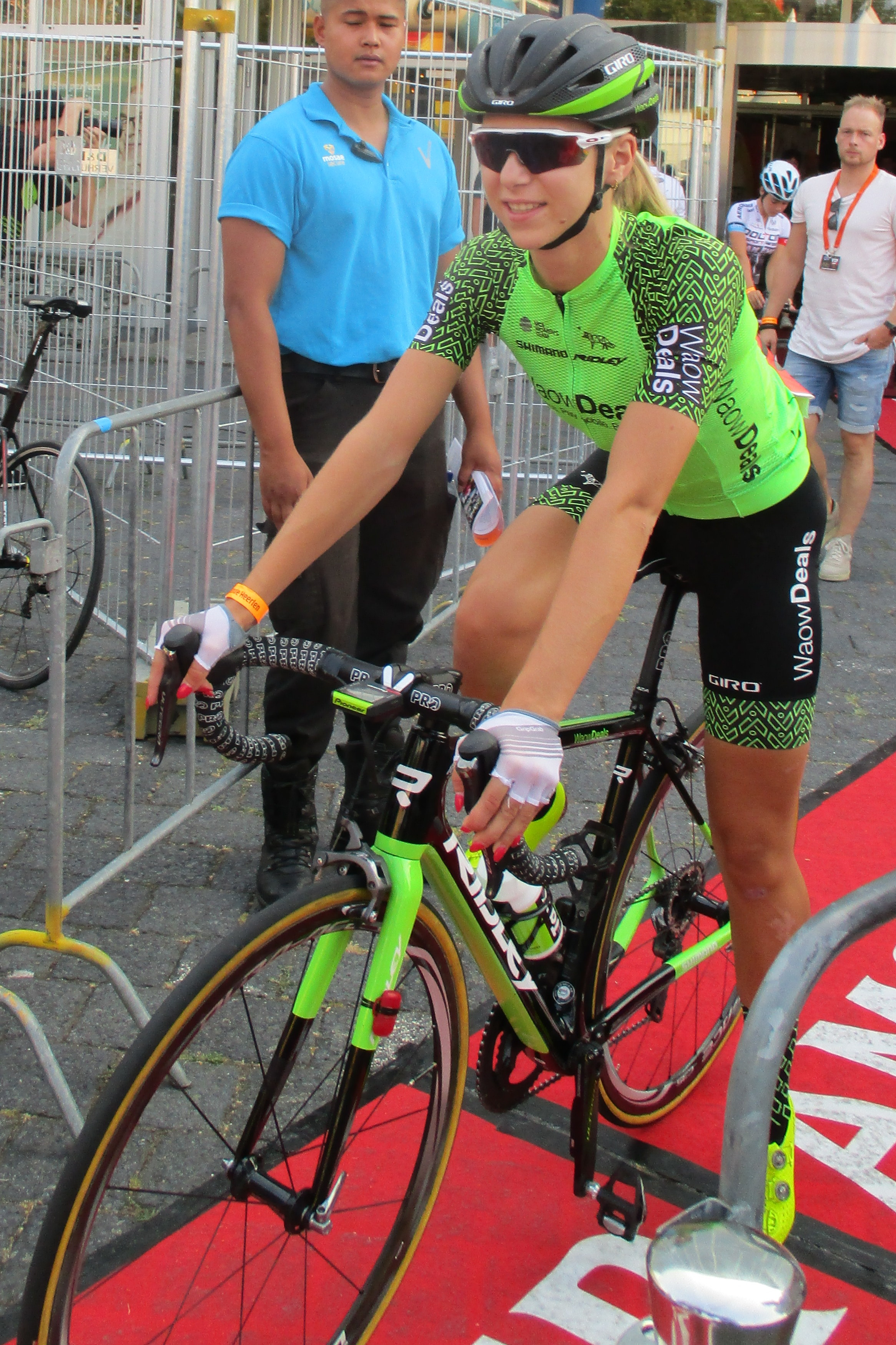
Inge van der Heijden en 2018.

### Encadrement
Eric van den Boom est directeur de l'équipe et représentant auprès de l'UCI. Jeroen Blijlevens est le directeur sportif.

## Déroulement de la saison

### Janvier-février
Marianne Vos gagne la manche de Coupe du monde de Pontchâteau. Elle remporte la compétition. Aux championnats du monde, elle est à la lutte pour le titre mais se classe troisième.
En février, Ashleigh Moolman remporte le championnat d'Afrique du Sud sur route.

### Mars
Aux Strade Bianche, après le cinquième secteur Jeanne Korevaar fait partie de l'échappée de cinq coureuses, mais elles sont reprises. Dans le secteur suivant, à dix-sept kilomètres de la ligne, onze coureuses prennent le large. À treize kilomètres de l'arrivée, Chantal Blaak et Janneke Ensing passent à l'offensive. Blaak se retrouve seul dans le secteur suivant, mais bute sur la côte s'y trouvant. Annemiek van Vleuten réalise alors le bon et dépasse Chantal Blaak. Marianne Vos et Katarzyna Niewiadoma partent en chasse, mais ne parviennent pas à rejoindre la championne du monde du contre-la-montre. Finalement, Ashleigh Moolman est sixième et Marianne Vos septième,.
Au Trofeo Alfredo Binda-Comune di Cittiglio, à vingt-six kilomètres de l'arrivée, Ashleigh Moolman sort dans l'Orino, onze coureuses la suivent. Un groupe de poursuite les rejoint. La course est ponctuée par de nombreuses attaques. Dans l'ascension suivante de l'Orino, Katarzyna Niewiadoma flanquée d'Ashleigh Moolman, Marianne Vos, et cinq autres coureuses sortent. Dans le dernier tour, Marianne Vos est vigilante et ne laisse partir personne. À deux kilomètres et demi de la ligne, Anastasia Chursina sort. Ashleigh Moolman va la reprendre avant de mener le sprint pour Marianne Vos qui s'impose devant Amanda Spratt. Aux Trois Jours de La Panne, Marianne Vos est dixième du sprint. À Gand-Wevelgem, Ashleigh Moolman attaque dans le Monteberg, mais sans succès. Au sprint, Marianne Vos est treizième,,.

### Avril

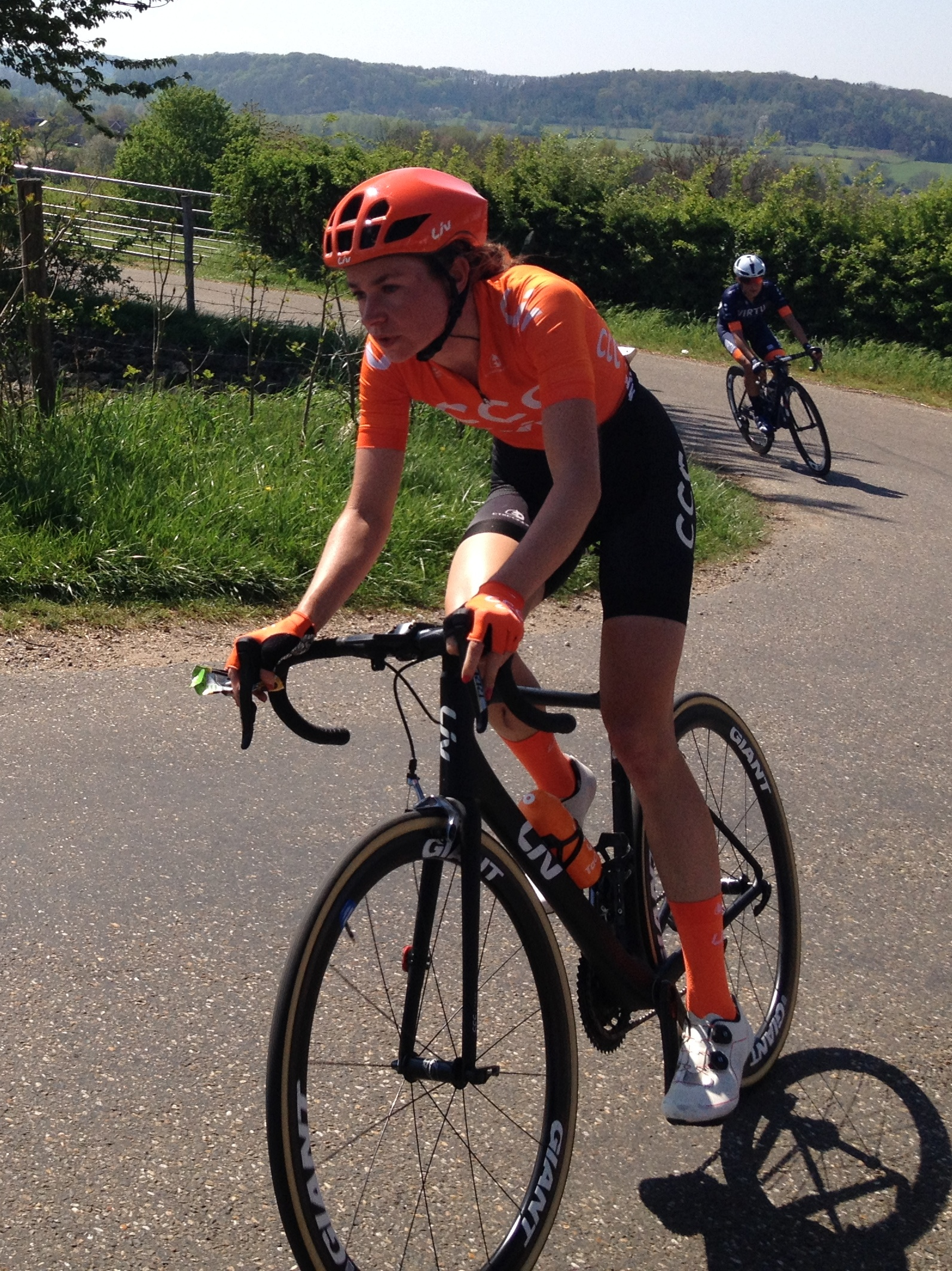
Riejanne Markus sur l'Amstel Gold Race

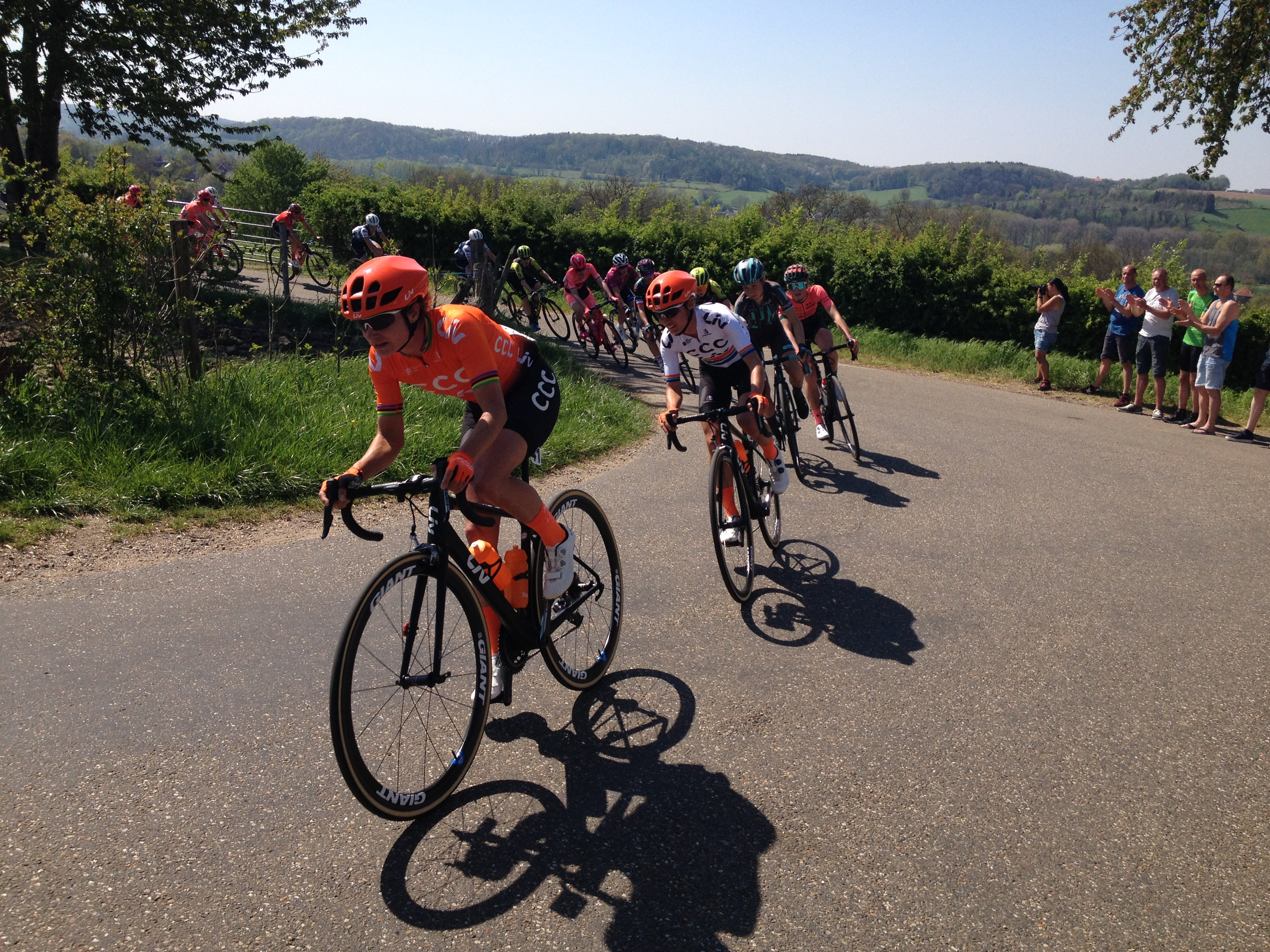
Marianne Vos à l'Amstel Gold Race

Au Tour des Flandres, dans le vieux Quaremont. Marta Bastianelli attaque. Seules Cecilie Uttrup Ludwig, Annemiek van Vleuten, Katarzyna Niewiadoma et Marianne Vos parviennent à la suivre. Au sommet, Marianne Vos est victime d'une crevaison. Elle est finalement vingt-deuxième.
À l'Amstel Gold Race, dans la première ascension du Cauberg, Ashleigh Moolman attaque. Elle est reprise dans la descente tout comme le premier groupe d'échappée. Dans le final, plusieurs coureuses sortent sans membre de l'équipe. Marianne Vos doit effectuer un travail important en tête de peloton. Après le dernier passage du Bemelerberg, Amanda Spratt et Ashleigh Moolman attaquent et reviennent sur Elisa Longo Borghini à cinq kilomètres de l'arrivée. La coopération est cependant mauvaise dans le groupe. Au pied de la dernière ascension du Cauberg, tout est à refaire. Dans celui-ci, Marianne Vos ne peut suivre l'accélération de Katarzyna Niewiadoma. Elle règle le groupe des poursuivants et se classe ainsi troisième,. À la Flèche wallonne, à vingt-deux kilomètres de la ligne, Jeanne Korevaar, Elisa Balsamo, Ruth Winder et Olga Shekel sortent. Elles arrivent dans l'Ereffe en tête, mais sont rejointes dans la descente. Tout se joue dans le mur de Huy. Marianne Vos se classe quatrième et Ashleigh Moolman septième. Liège-Bastogne-Liège ne réussit pas à l'équipe avec une vingt-et-unième place pour Marianne Vos.

### Mai
Au Tour de Yorkshire, lors de la deuxième étape, les conditions météorologiques sont difficiles avec de la pluie et du vent. Marianne Vos, Soraya Paladin, Elizabeth Deignan, Annemiek van Vleuten et Anna Henderson rejoignent Anna van der Breggen à l'avant. À soixante kilomètres de la ligne, Mavi Garcia attaque. Quand elle passe au sommet de la côte d'Ugglebarnby, elle a trente secondes d'avance. Derrière, Paladin et Vos reviennent sur elle. À vingt-huit kilomètres du but, Marianne Vos part seule, mais est reprise quatre kilomètres plus loin. Au sprint, Marianne Vos dispose de ses adversaires. Elle remporte le classement général par la même occasion. Lors de la première étape du Festival Elsy Jacobs, Marta Lach, Franziska Koch et Elizabeth Banks sortent. La première s'impose.
Au Tour de Californie, Ashleigh Moolman se classe cinquième de la première étape dix-huit secondes derrière Anna van der Breggen. Le lendemain, dans la montée finale elle prend la troisième place derrière Katie Hall et la Néerlandaise et remonte à la même place au classement général. Elle termine la dernière étape dans le groupe de tête et conserve sa troisième place au classement général.
Au Tour de Thuringe, sur la deuxième étape, Pauliena Rooijakkers sort avec Marta Bastianelli. Elle est battue au sprint et prend donc la deuxième place. Elle est souvent à l'avant les journées suivantes pour empocher les points du prix des monts. Sur la troisième étape, Yara Kastelijn est quatrième en haut de l'Hanka-Berg. Le lendemain, Marta Lach attaque avec Lisa Klein et Anna Christian. Elle est deuxième. La Polonaise est ensuite quatrième de la dernière étape. Pauliena Rooijakkers remporte le maillot de la meilleure grimpeuse.

### Juin

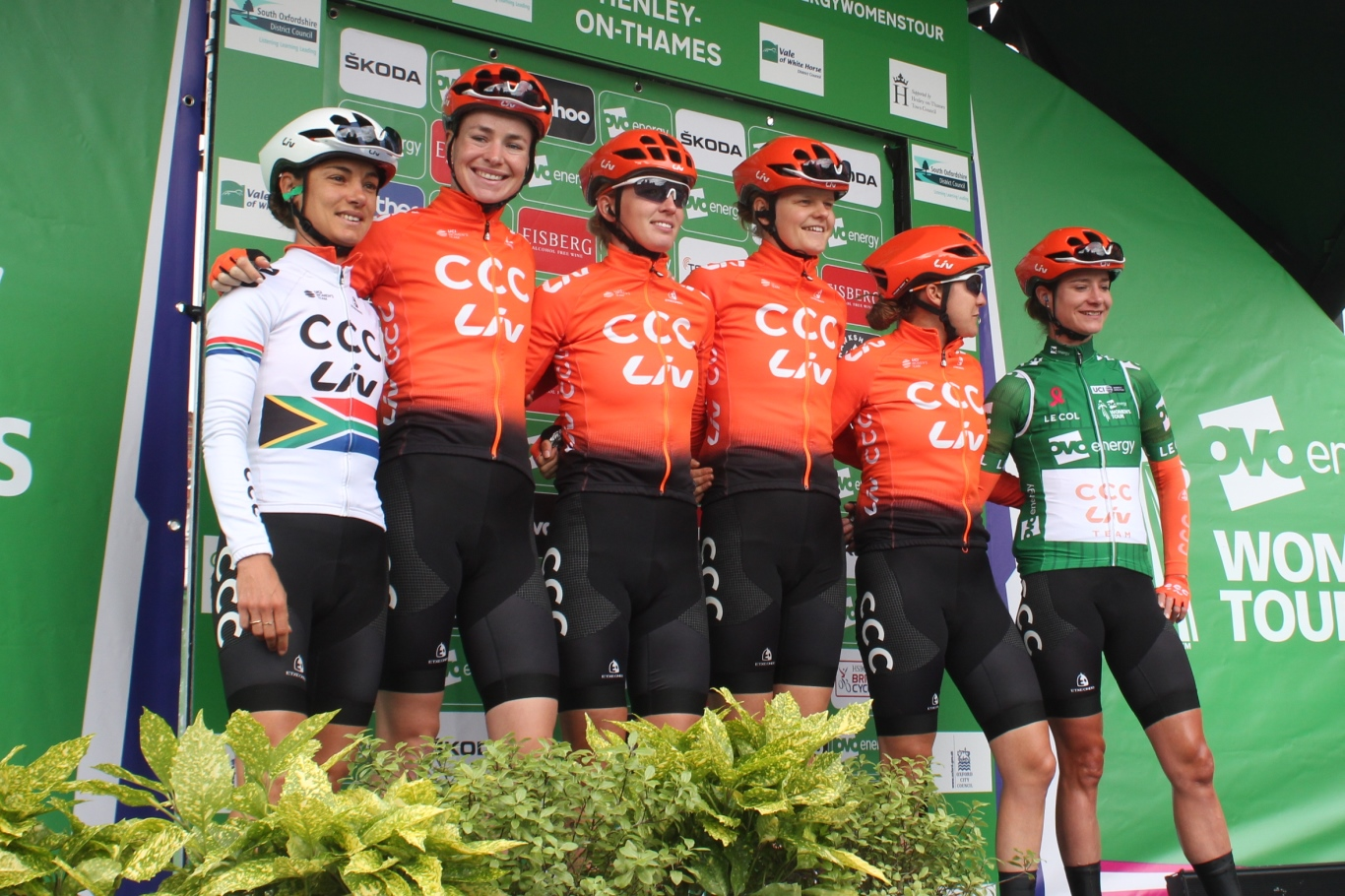
Équipe au Women's Tour

Au Women's Tour, Marianne Vos est cinquième du sprint de la première étape. Sur la deuxième étape, elle s'impose largement lors du sprint en côte et s'empare de la tête du classement général. Le lendemain, elle est néanmoins prise dans une chute collective et doit abandonner, tout comme Valerie Demey et Jeanne Korevaar.

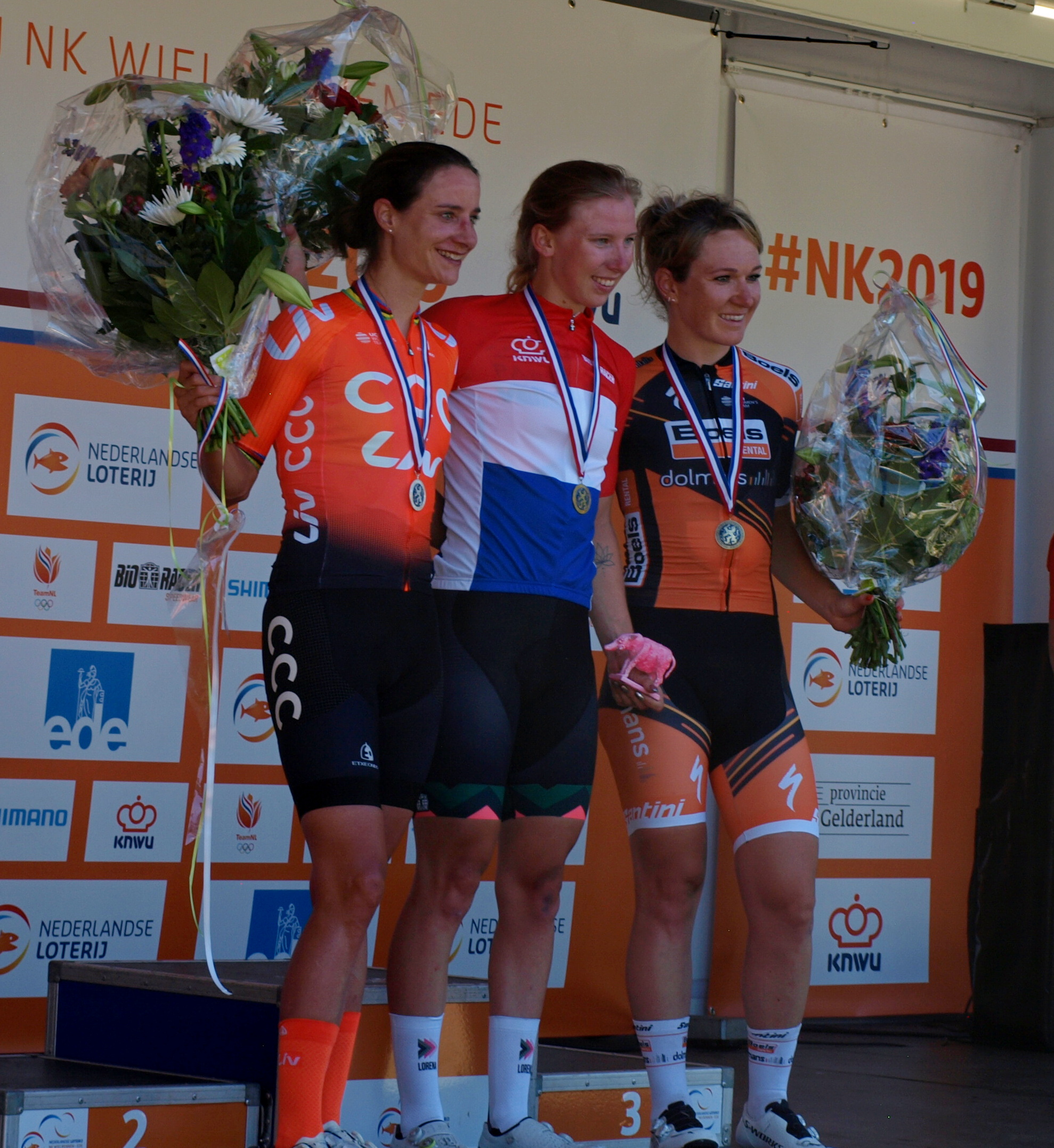
Podium du championnat des Pays-Bas

Aux championnats nationaux, Marianne Vos est deuxième sur route aux Pays-Bas, battue au sprint par Lorena Wiebes.

### Juillet
Au Tour d'Italie, la formation CCC-Liv est troisième du contre-la-montre par équipes, quarante-cinq secondes derrière la Canyon-SRAM. Sur la deuxième étape, la course se décide dans la côte de l'arrivée. À ce jeu-là, Marianne Vos s'impose. Le lendemain, le scénario se répète. Lucy Kennedy est échappée et semble partie pour s'imposer, Marianne Vos la passe dans les derniers mètres et lève les bras. Elle est gagne le sprint de la quatrième étape derrière les trois échappées. Sur la cinquième étape, elle tente de s'échapper dès le départ, mais le peloton est attentif. Plus loin, Pauliena Rooijakkers sort avec Nikola Noskova, Leah Kirchmann. Au pied du col final, elles sont toujours en tête. Cependant, Annemiek van Vleuten les reprend dans les pentes. Ashleigh Moolman arrive avec les autres favorites trois minutes derrière Van Vleuten et se classe septième. Marianne Vos perd pied au classement général. Le lendemain, sur le contre-la-montre, Ashleigh Moolman a un mauvais jour et perd trois nouvelles minutes. Sur la septième étape, Riejanne Markus est à l'attaque. Malgré les nombreux assauts, la course se conclut dans la dernière côte. Marianne Vos confirme sa supériorité dans cet exercice et gagne sa troisième étape. Sur la huitième étape, Pauliena Rooijakkers est dans l'échappée décisive. Malgré son engagement, elle ne peut empêcher la Bigla d'imposer sa tactique. Elle est septième. Lors de l'arrivée au sommet de la neuvième étape, Ashleigh Moolman retrouve de sa superbe et prend la troisième place. La dernière étape est une nouvelle victoire pour Marianne Vos dans un sprint en montée. Ashleigh Moolman est quatrième du classement général. Marianne Vos, malgré ses quatre victoires d'étape, doit se contenter de la deuxième place du classement par points derrière Annemiek van Vleuten.
Sur  La course by Le Tour de France, Ashleigh Moolman-Pasio attaque avec Amanda Spratt, Soraya Paladin, Lucinda Brand et Cecilie Uttrup Ludwig. Elles sont reprises à l'amorce du dernier tour à l'exception d'Amanda Spratt. Marianne Vos attaque dans le dernier mur de l'épreuve. Personne ne peut la suivre, et elle va s'imposer seule,.

### Août
Riejanne Markus s'adjuge le titre de champion d'Europe de relais mixte.
Lors de la Classique de Saint-Sébastien, la course décide sur une portion plate. Un groupe de seize coureuses se détachent. Dans la troisième difficulté de la journée, Lucy Kennedy attaque. Pauliena Rooijakkers est troisième au sommet. La course donne lieu à une poursuite entre Lucy Kennedy et Janneke Ensing. Pauliena Rooijakkers se classe troisième.
À l'Open de Suède Vårgårda, la formation se classe huitième du contre-la-montre par équipes. Sur la course en ligne, au bout de trente-cinq kilomètres, le secteur gravier provoque la formation d'un groupe de quatorze coureuses sans la formation CCC-Liv. Celle-ci mène la chasse et reprend l'échappée à soixante-deux kilomètres de l'arrivée. La course se conclut au sprint. Marianne Vos passe le dernier virage en tête et mène le sprint jusque dans les derniers mètres où Marta Bastianelli, calée dans sa roue, la passe.
Au Tour de Norvège, Marianne Vos est cinquième de la première étape. Le lendemain, dans la côte du circuit final, Alena Amialiusik accélère avec Marianne Vos, Ruth Winder et Soraya Paladin. À dix kilomètres de l'arrivée, la Mitchelton-Scott revient sur les fuyardes. Grace Brown contre avec Marianne Vos dans la roue. À six kilomètres du but, Marianne Vos profite d'une descente technique suivie d'un raidillon pour distancer le peloton. Elle reste en tête jusqu'à l'arrivée avec une marge minimale. Sur la troisième étape,  Stine Borgli mène la montée vers le fort, mais Marianne Vos y attaque. Katarzyna Niewiadoma et Ruth Winder tentent de suivre, mais seule Coryn Rivera parvient à accompagner la Néerlandaise. Elles coopèrent durant la partie plate. Dans la dernière ascension, Coryn Rivera et Marianne Vos s'observent. Finalement, cette dernière s'impose. Elle remporte encore la dernière étape au sprint.

### Septembre

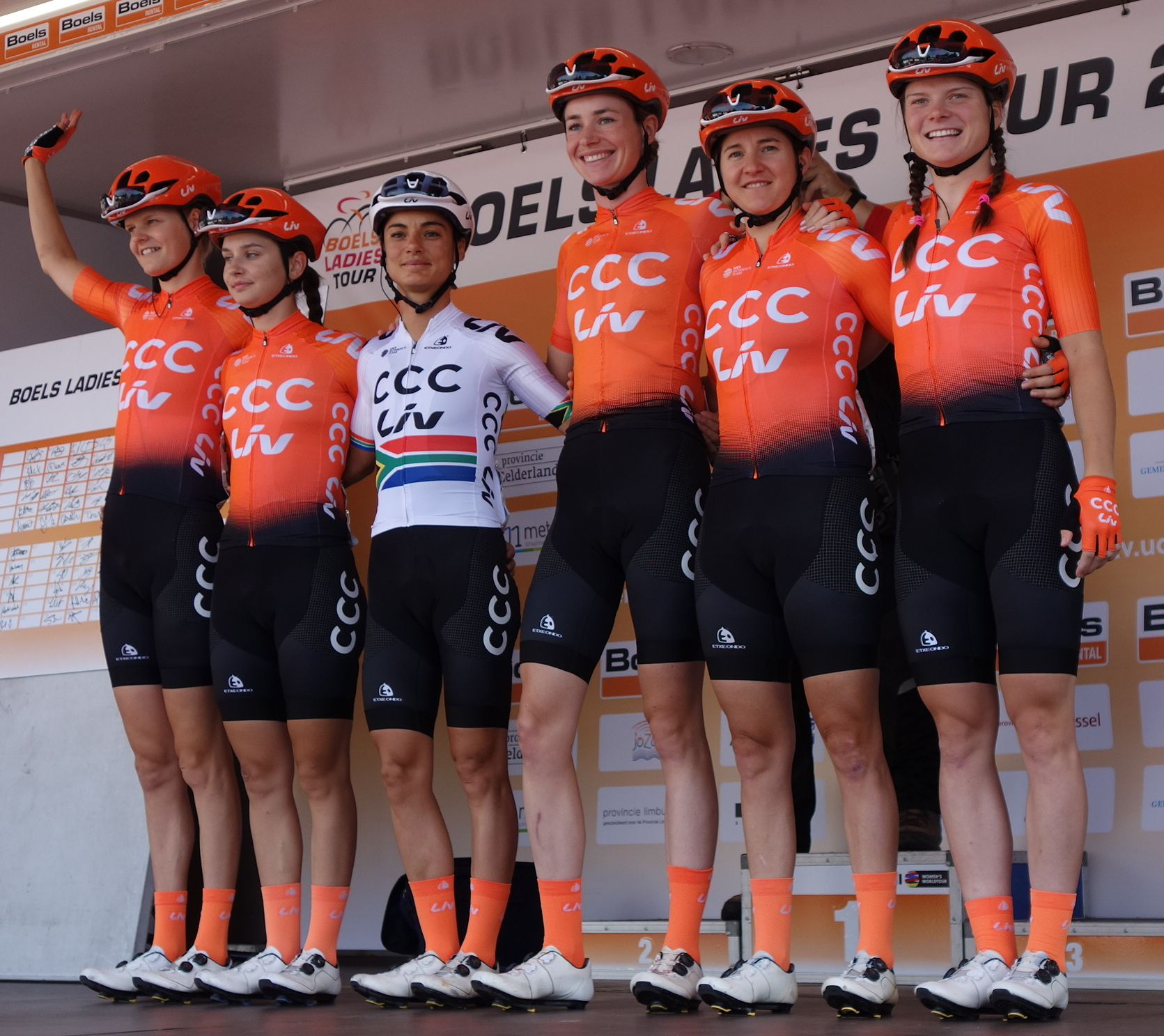
Au Boels Ladies Tour

Sur la quatrième étape du Boels Ladies Tour, à mi-course, le vent de côté provoque la formation d'un groupe d'une vingtaine de coureuses en tête. Devant trois coureuses sortent. Il s'agit de : Franziska Koch, Riejanne Markus et Sara Penton. Christine Majerus les rejoint ensuite. Penton est lâchée. Markus attaque mais est rapidement reprise. Au sprint, elle est troisième.
Au Tour de l'Ardèche, Marianne Vos est en démonstration. Elle remporte cinq des sept étapes alors que seule Jeanne Korevaar est encore là pour l'épauler après la deuxième étape. Marianne Vos attaque dans le final des étapes avec d'autres coureuses avant de les distancer sur la fin. Elle remporte également le classement général, celui par points et du combiné.
Aux championnats du monde, Riejanne Markus remporte la médaille d'or avec les Pays-Bas en relais mixte. Sur la course en ligne, Marianne Vos fait figure de grande favorite. L'attaque d'Annemiek van Vleuten à cent kilomètres de l'arrivée, la laisse dans un rôle d'observation dans le peloton. Elle remporte le sprint et finit ainsi à la sixième place,.

### Octobre
Au Tour du Guangxi, Ashleigh Moolman imprime un rythme très élevé dans les différentes difficultés du parcours ce qui provoque une forte sélection dans le peloton. Finalement, Marianne Vos lance le sprint, mais se fait remonter par Chloe Hosking. Sa troisième place lui suffit cependant pour s'adjuger le classement World Tour.

## Victoires

### Sur route
| Victoires | Victoires                                   | Victoires      | Victoires | Victoires        | Victoires |
| Date      | Course                                      | Pays           | Classe    | Vainqueur        |           |
| --------- | ------------------------------------------- | -------------- | --------- | ---------------- | --------- |
| 9 fév.    | Championnat d'Afrique du Sud sur route      | Afrique du Sud | CN        | Ashleigh Moolman |           |
| 24 mars   | Trofeo Alfredo Binda-Comune di Cittiglio    | Italie         | 1.WWT     | Marianne Vos     |           |
| 4 mai     | Classement général, Tour de Yorkshire       | Royaume-Uni    | 2.1       | Marianne Vos     |           |
| 4 mai     | 2e étape du Tour de Yorkshire               | Royaume-Uni    | 2.1       | Marianne Vos     |           |
| 11 mai    | 1re étape, Festival Elsy Jacobs             | Luxembourg     | 2.1       | Marta Lach       |           |
| 11 juin   | 2e étape du Tour de Grande-Bretagne féminin | Royaume-Uni    | 2.WWT     | Marianne Vos     |           |
| 6 juill.  | 2e étape du Tour d'Italie                   | Italie         | 2.WWT     | Marianne Vos     |           |
| 7 juill.  | 3e étape du Tour d'Italie                   | Italie         | 2.WWT     | Marianne Vos     |           |
| 11 juill. | 7e étape du Tour d'Italie                   | Italie         | 2.WWT     | Marianne Vos     |           |
| 14 juill. | 10e étape du Tour d'Italie                  | Italie         | 2.WWT     | Marianne Vos     |           |
| 19 juill. | La Course by Le Tour de France              | France         | 1.WWT     | Marianne Vos     |           |
| 30 juill. | Emakumeen Nafarroako Klasikoa               | Espagne        | 1.2       | Ashleigh Moolman |           |
| 23 août   | 2e étape du Tour de Norvège                 | Norvège        | 2.WWT     | Marianne Vos     |           |
| 24 août   | 3e étape du Tour de Norvège                 | Norvège        | 2.WWT     | Marianne Vos     |           |
| 25 août   | Classement général, Tour de Norvège         | Norvège        | 2.WWT     | Marianne Vos     |           |
| 25 août   | 4e étape du Tour de Norvège                 | Norvège        | 2.WWT     | Marianne Vos     |           |
| 26 août   | Jeux africains du contre-la-montre          | Maroc          | JC        | Ashleigh Moolman |           |
| 13 sept.  | 1re étape du Tour de l'Ardèche              | France         | 2.1       | Marianne Vos     |           |
| 14 sept.  | 2e étape du Tour de l'Ardèche               | France         | 2.1       | Marianne Vos     |           |
| 15 sept.  | 3e étape du Tour de l'Ardèche               | France         | 2.1       | Marianne Vos     |           |
| 18 sept.  | 6e étape du Tour de l'Ardèche               | France         | 2.1       | Marianne Vos     |           |
| 19 sept.  | 7e étape du Tour de l'Ardèche               | France         | 2.1       | Marianne Vos     |           |
| 19 sept.  | Classement général, Tour de l'Ardèche       | France         | 2.1       | Marianne Vos     |           |

### En cyclo-cross
| Date       | Course                         | Pays     | Classe | Vainqueur            |
| ---------- | ------------------------------ | -------- | ------ | -------------------- |
| 20 janvier | Coupe du monde #8, Pontchâteau | France   | CDM    | Marianne Vos         |
| 26 janvier | Rucphen                        | Pays-Bas | C2     | Inge van der Heijden |
| 3 février  | Championnat du monde espoir    | Pays-Bas | CDM    | Inge van der Heijden |

### Résultats sur les courses majeures

#### World Tour
| Date            | #  | Course                                   | Pays            | Meilleure classée    | Classement |
| --------------- | -- | ---------------------------------------- | --------------- | -------------------- | ---------- |
| 9 mars          | 1  | Strade Bianche                           | Italie          | Ashleigh Moolman     | 6e         |
| 17 mars         | 2  | Tour de Drenthe                          | Pays-Bas        | Marianne Vos         | 11e        |
| 24 mars         | 3  | Trofeo Alfredo Binda-Comune di Cittiglio | Italie          | Marianne Vos         | Vainqueur  |
| 28 mars         | 4  | Trois Jours de la Panne                  | Belgique        | Marianne Vos         | 10e        |
| 31 mars         | 5  | Gand-Wevelgem                            | Belgique        | Marianne Vos         | 13e        |
| 7 avril         | 6  | Tour des Flandres                        | Belgique        | Marianne Vos         | 22e        |
| 21 avril        | 7  | Amstel Gold Race                         | Pays-Bas        | Marianne Vos         | 3e         |
| 24 avril        | 8  | Flèche wallonne                          | Belgique        | Marianne Vos         | 4e         |
| 28 avril        | 9  | Liège-Bastogne-Liège                     | Belgique        | Marianne Vos         | 21e        |
| 9-11 mai        | 10 | Tour de l'île de Chongming               | Chine           | -                    | -          |
| 16-18 mai       | 11 | Tour de Californie                       | États-Unis      | Ashleigh Moolman     | 3e         |
| 22-25 mai       | 12 | Emakumeen XXXI. Bira                     | Espagne         | -                    | -          |
| 10-15 juin      | 13 | The Women's Tour                         | Grande-Bretagne | Riejanne Markus      | 13e        |
| 5-14 juillet    | 14 | Tour d'Italie                            | Italie          | Ashleigh Moolman     | 4e         |
| 23 juillet      | 15 | La course by Le Tour de France           | France          | Marianne Vos         | Vainqueur  |
| 3 août          | 16 | RideLondon-Classique                     | Grande-Bretagne | Marianne Vos         | 6e         |
| 17 août         | 17 | Open de Suède Vårgårda TTT               | Suède           | CCC-Liv              | 8e         |
| 18 août         | 18 | Open de Suède Vårgårda                   | Suède           | Marianne Vos         | 2e         |
| 22-25 août      | 19 | Tour de Norvège                          | Norvège         | Marianne Vos         | Vainqueur  |
| 31 août         | 20 | Grand Prix de Plouay                     | France          | Pauliena Rooijakkers | 27e        |
| 3 -8 septembre  | 21 | Boels Rental Ladies Tour                 | Pays-Bas        | Jeanne Korevaar      | 14e        |
| 14-15 septembre | 22 | La Madrid Challenge by La Vuelta         | Espagne         | -                    | -          |
| 20 octobre      | 23 | Tour de Guangxi                          | Chine           | Marianne Vos         | 3e         |

Marianne Vos remporte le classement individuel. CCC-Liv est cinquième du classement par équipes.

#### Grand tour
| Grand tour            | Tour d'Italie         |
| --------------------- | --------------------- |
| Coureuse (classement) | Ashleigh Moolman (4e) |
| Accessits             | 4 étapes              |

## Classement mondial
| Classement UCI | Classement UCI           | Classement UCI | Classement UCI |
| Coureuse       | Coureuse                 | Pays           | Points         |
| -------------- | ------------------------ | -------------- | -------------- |
| 2e             | Marianne Vos             | Pays-Bas       | 2208 pts       |
| 17e            | Ashleigh Moolman         | Afrique du Sud | 933 pts        |
| 67e            | Riejanne Markus          | Pays-Bas       | 282 pts        |
| 121e           | Marta Lach               | Pologne        | 182 pts        |
| 151e           | Pauliena Rooijakkers     | Pays-Bas       | 138 pts        |
| 185e           | Jeanne Korevaar          | Pays-Bas       | 108 pts        |
| 286e           | Agnieszka Skalniak-Sójka | Pologne        | 57 pts         |
| 334e           | Valerie Demey            | Belgique       | 45 pts         |
| 425e           | Evy Kuijpers             | Pays-Bas       | 30 pts         |
| 702e           | Inge van der Heijden     | Pays-Bas       | 10 pts         |

CCC-Liv est sixième du classement par équipes.